# Ninh Tân, Đức Châu
Ninh Tân (tiếng Trung: 宁津县, Hán Việt: Ninh Tân khu) là một huyện thuộc địa cấp thị Đức Châu, tỉnh Sơn Đông, Cộng hòa Nhân dân Trung Hoa. Huyện này có diện tích 833 km2, dân số 460.000 người (2001). Huyện Ninh Tân được chia thành các đơn vị hành chính gồm 3 sự biện xứ, 9 hương trấn và 2 hương.